# Národní park Emas
Národní park Emas (portugalsky Parque Nacional das Emas) je národní park v Brazílii, ve spolkových státech Goiás a Mato Grosso do Sul. Společně s národním parkem Chapada dos Veadeiros je zapsán v seznamu světového přírodního dědictví UNESCO. Park vznikl v roce 1961 a jeho rozloha je 1 326 km².
Park se nachází v blízkosti pohoří Serra dos Caiapós a rozprostírá se na rovinnatých planinách regionu Cerrado. Nejvyšší nadmořská výška je 800 m, průměrná roční teplota se pohybuje okolo  22 °C. Většina dešťových srážek zde spadne mezi prosincem a březnem.
Cerrado je jedním z největších komplexů savan a lesů na světě s obrovskou druhovou bohatostí flory a fauny. Žijí zde např. ptáci tyranovec vějířoocasý, temenáček černolící, lelek bělokřídlý, morčák paranský, tinama menší, tinama drobná, harpyjovec korunkatý nebo savci ocelot stromový, ocelot velký, kočka pampová, jelenec bahenní, jaguár americký, pes hřivnatý, mravenečník velký a pásovec velký.

## Fotogalerie

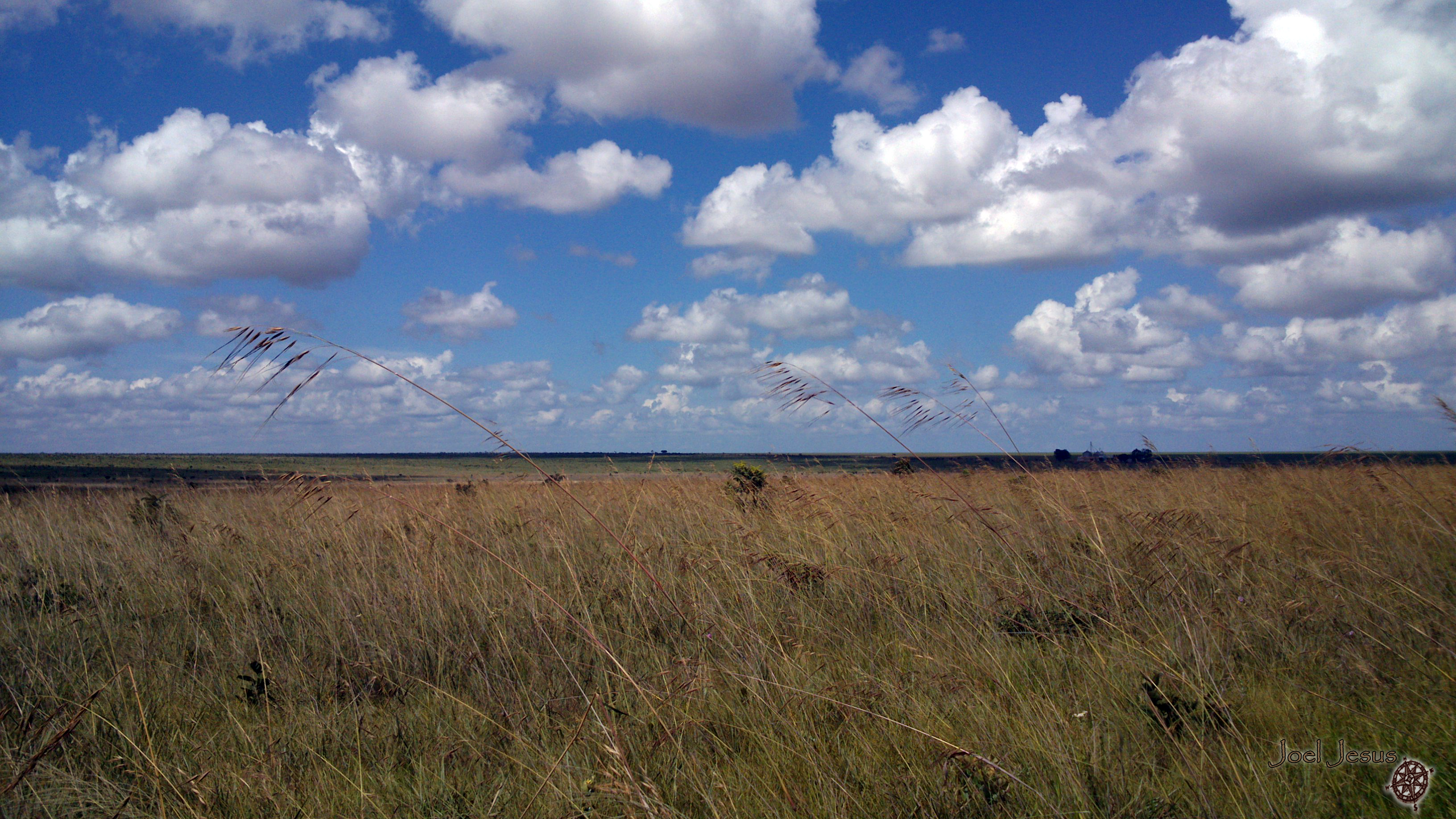
zdejší krajina
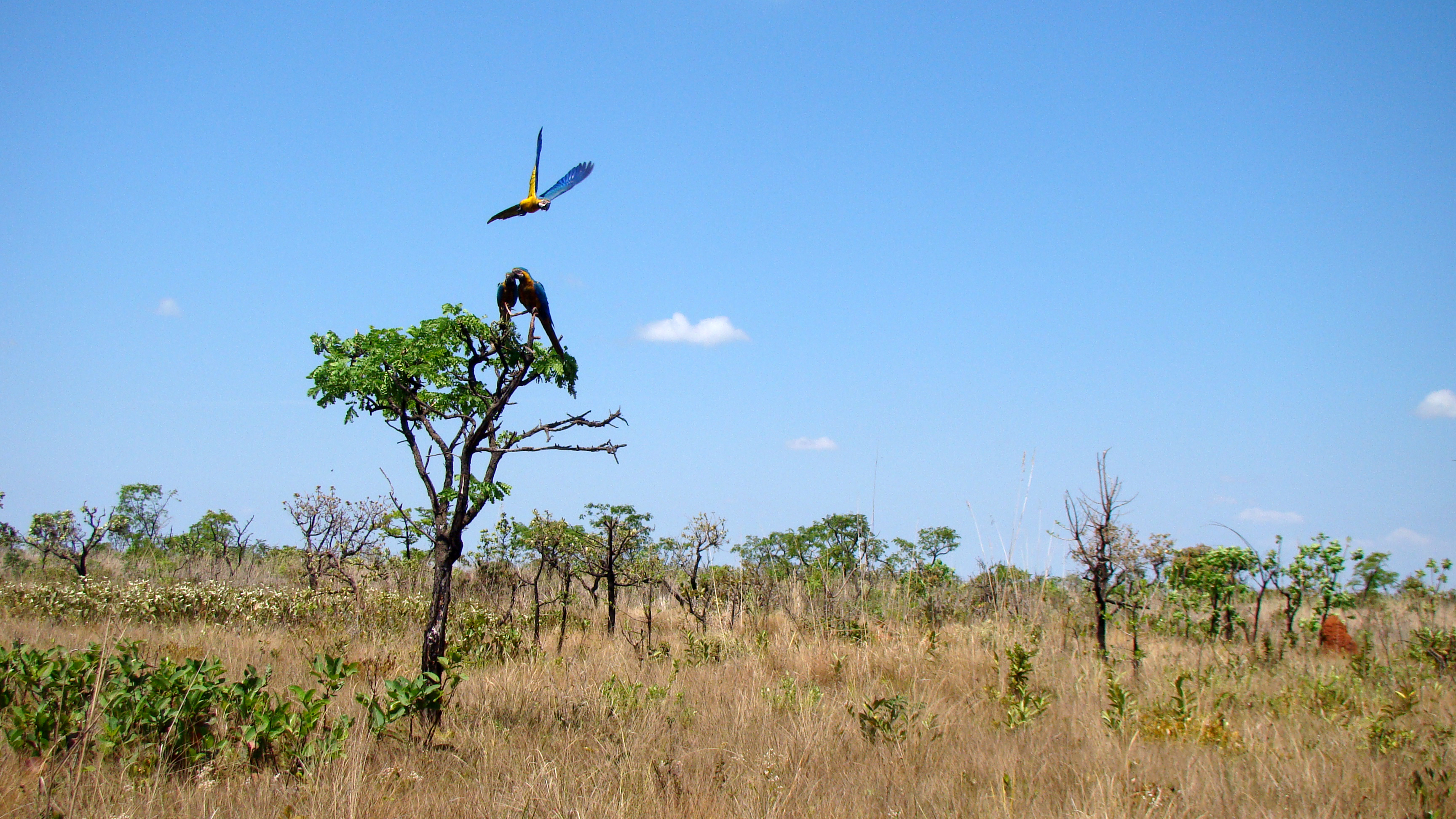
zdejší krajina
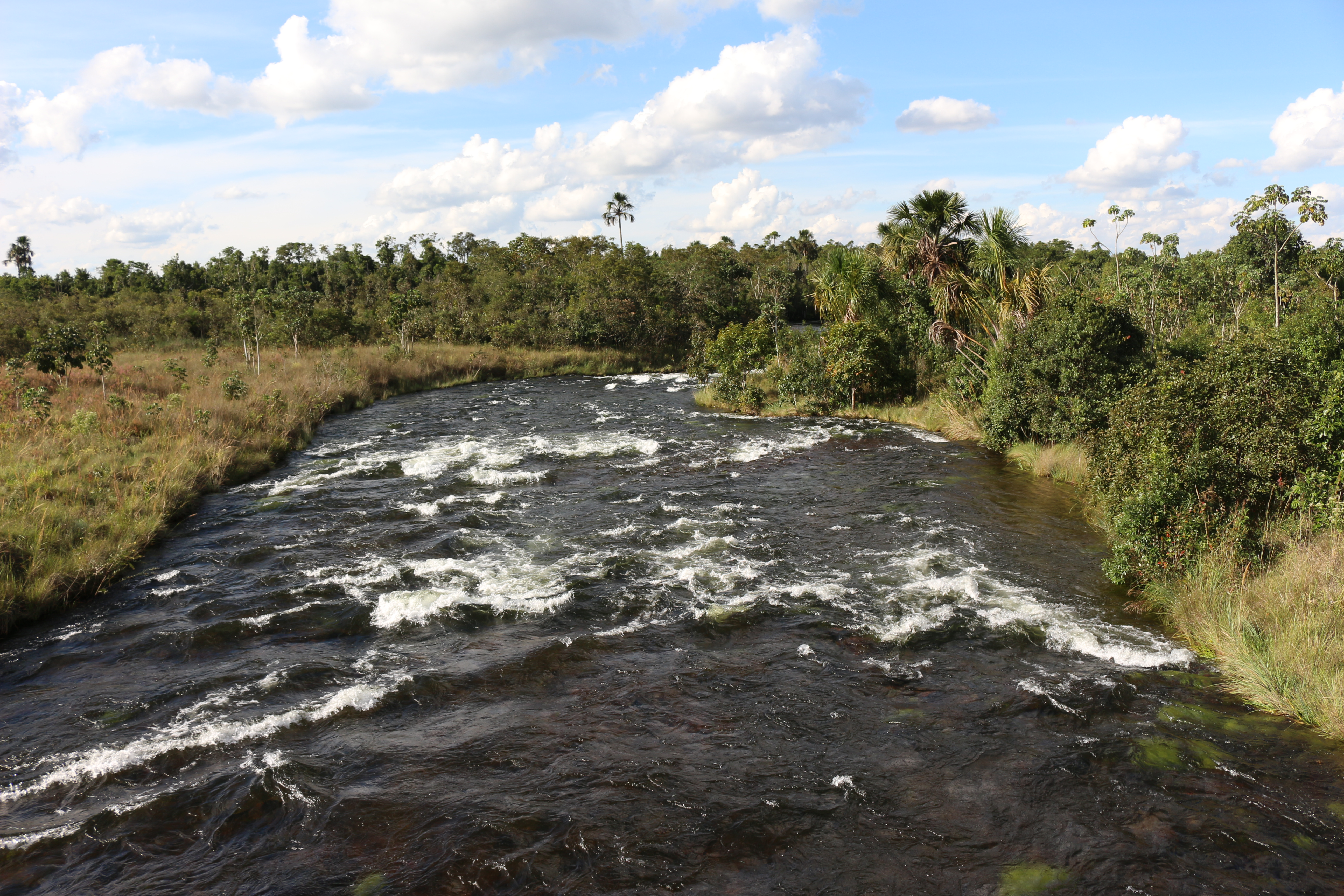
řeka Formoso protékající parkem